# Удомља
Удомља (рус. Удомля) град је у европском делу Руске Федерације, на северу Тверске области. Административни је центар Удомљанског општинског рејона.
Према проценама националне статистичке службе, у граду је 2014. живело 29.405 становника, или готово 80% популације истоименог рејона.
Недалеко од града налази се Калињинска нуклеарна електрана.

## Географија
Град Удомља смештен је у северном делу Тверске области у географској области познатој као Витепско побрђе. Град лежи између два мања језера, Удомље и Песве који су међусобно повезани каналом ширине и до 180 метара.
Град се налази на око 176 километара северно од обласног центра Твера, односно око 330 км северозападно од главног града Москве. Најближи већи град је Вишњи Волочок удаљен свега 50 километара.
Кроз град пролази железничка линија која повезује градове Рибинск и Бологоје.

## Историја
У летопису Великог Новгорода из 1478. по први пут се помиње насељено место са именом Удомља за које се верује да се односи на данашњи град. Вероватно се то име односило на нешто веће подручје без организованих друштвених заједница. Пре него је подручје око данашњег града постало делом новгородске земље (крајем VIII и почетком IX века) ту су обитавала разна угро-финска племена.
Године 1869. кроз то подручје пролази железница, а на месту данашњег града подигнута је станица око које се за кратко време развило организовано насеље. Поменуто насеље добија садашње име 1904. године. У то време Удомља је била значајан трговачки центар за трговину дрветом, а кроз сам рејон је пролазио важан трговачки пут који је Новгород повезивао са обалама Волге.
Удомља постаје рејонским центром 1929. године иако је у то време у насељу живело свега 475 становника. До нешто интензивнијег развоја долази после Другог светског рата, и у том периоду почиње да се развија и индустријска производња. Управо захваљујући развоју и расту броја становника Удомља 1961. добија административни статус варошице (рус. посёлок городского типа).
Одлучујући моменат у привредном развоју града представља отварање Калињинске нуклеарне електране недалеко од насеља, која је са радом почела 1974. године. Град је убрзано почео да се развија, број становника је за кратко време нагло порастао, те је Удомља већ у септембру 1981. административно уређена као град рејонске субординације. У јуну 1986. добија статус градског округа у Тверској области (град обласне субординације све до 2005. године).

## Демографија
Према подацима са пописа становништва 2010. у граду је живело 31.061 становника, док је према проценама за 2014. град имао 29.405 становника.
| 1939. | 1959. | 1970. | 1979.  | 1989.  | 2002.  | 2010.  | 2014.  |
| ----- | ----- | ----- | ------ | ------ | ------ | ------ | ------ |
| 1,900 | 3,000 | 5,142 | 12,079 | 30,751 | 31,961 | 31,061 | 29,405 |

## Галерија
- Централни градски трг
- Саборна црква св. књаза Владимира
- Калињинска нуклеарка
- Железничка станица
- Стари водоторањ